# Badgemore
Badgemore var en civil parish från 1894 till 1952 då den blev en del av Bix och Rotherfield Greys, i grevskapet Oxfordshire, i England. Civil parish var belägen 12 km från Watlington och hade 172 invånare år 1951. Byar nämndes i Domedagsboken (Domesday Book) år 1086, och kallades då Begeurde.